# Sphicosa setipalpis
Sphicosa setipalpis är en tvåvingeart som beskrevs av Smith 1962. Sphicosa setipalpis ingår i släktet Sphicosa och familjen dansflugor. Inga underarter finns listade i Catalogue of Life.